# Guny
Guny település Franciaországban, Aisne megyében. Lakosainak száma 363 fő (2022. január 1.). Guny Champs, Épagny, Pont-Saint-Mard és Trosly-Loire községekkel határos.

## Népesség
A település népességének változása:
| Lakosok száma | 562  | 549  | 508  | 432  | 443  | 419  | 423  | 390  | 374  | 363  |
|               | 1968 | 1982 | 1990 | 2006 | 2013 | 2015 | 2017 | 2019 | 2020 | 2022 |